# Camille Coduri
Camille Coduri (Wandsworth, Londres; 18 de abril de 1965) es una actriz inglesa, conocida por su papel de Jackie Tyler en Doctor Who.

## Carrera
Aparece en las comedias cinematográficas Nuns on the Run (1990) y King Ralph (1991). También ha aparecido con asiduidad en la televisión británica, con papeles episódicos en series como Rumpole of the Bailey, A Bit of Fry and Laurie, Boon, A Touch of Frost y la adaptación de 1997 de la BBC de la novela The History of Tom Jones, a Foundling. También apareció en Sinchronicity (2006).
Coduri apareció de forma recurrente en las dos primeras temporadas de la nueva Doctor Who como Jackie Tyler y volvió a aparecer en el episodio de la cuarta temporada El final del viaje (2008) y en el especial final de David Tennant, El fin del tiempo (2010). También apareció en un especial benéfico de El rival más débil dedicado a Doctor Who con varios actores de la serie, emitido el 30 de marzo de 2007, donde resultó ganadora del concurso y repartiendo el bote ganado, 16.550 libras, entre asociaciones dedicadas a la esclerosis múltiple y niños cuidadores.
También apareció en un episodio de Ashes to Ashes en abril de 2010, y en septiembre del mismo año se unió a la comedia de BBC Three Him & Her interpretando a Shelly.

## Vida personal
Camille se casó en 1992 con el actor Christopher Fulford. Tienen dos hijos, Rosa (nacida en 1993) y Santino (nacido en 1996).

## Filmografía
| Año                 | Serie                                  | Papel            | Nota                                    |
| ------------------- | -------------------------------------- | ---------------- | --------------------------------------- |
| 1987                | A Prayer for the Dying                 | Jenny Fox        | Película                                |
| 1988                | Hawks                                  | Maureen          | Película                                |
| 1988                | The River                              | Prima Shiela     | One episode (#1.4)                      |
| 1989                | Strapless                              | Sra. Clark       | Película                                |
| 1989                | Ruth Rendell Mysteries                 | Lesley Arbel     | Un episodio ("The veiled one")          |
| 1990                | Monjas a la carrera                    | Faith            | Película                                |
| 1990                | A Bit of Fry and Laurie                | Laura            | Episodio #2.5                           |
| 1991                | King Ralph                             | Miranda Green    | Película                                |
| 1992                | Rumpole of the Bailey                  | Dot Clapton      | Cinco episodios                         |
| 1994-95             | Nelson's Column                        | Lorraine Wilde   | Nueve episodios                         |
| 1996                | A Touch of Frost                       | Pauline Venables | Un episodio ("Paying the Price")        |
| 1996                | The Famous Five                        | Maggie           | Un episodio ("Five on a Hike together") |
| 1997                | The History of Tom Jones, a Foundling  | Jenny Jones      | Adaptación de la novela                 |
| 2002                | Trial & Retribution                    | Sharon Fearnley  | Un episodio (#6.2)                      |
| 2003                | Family                                 | Sophie           | Seis episodios                          |
| 2004                | William and Mary                       | Carol            | Episodio #2.2                           |
| 2004                | England Expects                        | Sadie Knight     | Telefilme                               |
| 2005                | The Business                           | Nora             | Película                                |
| 2005-06, 2008, 2010 | Doctor Who                             | Jackie Tyler     | 15 episodios                            |
| 2006                | Pickles: The Dog Who Won the World Cup | Janice Yeomans   | Telefilme                               |
| 2006                | Sinchronicity                          | Peggy Simmons    | Seis episodios                          |
| 2007                | The Last Detective                     | Beverley Vincent | Un episodio                             |
| 2007                | Agatha Christie's Marple               | Mrs Lindsay      | Episodio "Ordeal by Innocence"          |
| 2008                | Lark Rise to Candleford                | Patty            | Episodio #1.3                           |
| 2008                | Honest                                 | Chrissie         | Tres episodios                          |
| 2008                | Love Me Still                          | Maggie Ronson    | Película                                |
| 2008                | Adulthood                              | Mujer en autobús | Película                                |
| 2008                | New Tricks                             | Carrie Soper     | Episodio "Spare Parts"                  |
| 2009                | The Firm                               | Shel             | Película                                |
| 2010                | Ashes to Ashes                         | Gloria           | Episodio #3.5                           |
| 2010                | 4.3.2.1                                | Sra Phillips     | Película                                |
| 2010                | Midsomer Murders                       | Grace Bishops    | Episodio "The Noble Art"                |
| 2010-2013           | Him & Her                              | Shelly           | Recurrente (16 Episodios)               |
| 2012                | Secrets and Words                      | Rita             | Un episodio "Mightier than the Sword"   |